# Phymatodes infuscatus
Phymatodes infuscatus là một loài bọ cánh cứng trong họ Cerambycidae.